# Susanne Munk Wilbek
Susanne Munk Wilbek (tidl. Lauritsen) (født 12. oktober 1967 i Hvorslev) er en tidligere dansk målvogter i håndbold og træner. Hun spillede 171 landskampe for Danmark og lavede 3 mål. Det blev også til 25 ungdoms-landskampe. Hun kom 1985 til Viborg HK fra Vellev IF. Sammen med Viborg HK vandt hun Damehåndboldligaen 7 gange, Pokalen 3 gange og EHF Champions League en enkelt gang i 1994.
Munk Wilbek har siden 2017 været assistenttræner i Viborg HK.
Hun har siden 10. december 1994 været gift med Ulrik Wilbek med hvem hun har to børn.

## Resultater
- 1987: Ungdoms-VM-sølv
- 1993: VM-sølv, sølv i det danske mesterskab
- 1994: EM-guld, Europa Cup, dansk mester
- 1995: VM bronze, dansk mester
- 1996: OL-guld, EM-guld, DM-guld
- 1997: VM-guld, DM-guld, Champions League-sølv
- 1998: EM-sølv, DM-sølv, nordisk mester, EHF-Cup